# 华中栒子
华中栒子（学名：Cotoneaster silvestrii）是蔷薇科栒子属的植物，为中国的特有植物。分布在中国大陆的江苏、河南、安徽、湖北、甘肃、江西、四川等地，生长于海拔500米至2,600米的地区，常生长在杂木林内，目前已由人工引种栽培。

## 别名
湖北栒子（经济植物手册），鄂栒子（江苏南部种子植物手册）